# Nectridea
De Nectridea zijn een orde van uitgestorven lepospondyle tetrapoden uit het Carboon en het Perm, waaronder dieren zoals Diplocaulus. Qua uiterlijk zouden ze hebben geleken op moderne salamanders of watersalamanders, hoewel ze geen naaste verwanten zijn van moderne amfibieën. Ze werden gekenmerkt door lange, afgeplatte staarten om te helpen bij het zwemmen, evenals talrijke kenmerken van de wervels.

## Beschrijving
Nectridea zijn een diverse groep tetrapoden, waaronder de aquatische Urocordylidae, de vermoedelijk landbewonende Scincosauridae, en de bizarre gehoornde leden van Diplocaulidae (ook bekend als Keraterpetonidae), waaronder de 'boemerangkop' Diplocaulus, een van de beroemdste geslachten van prehistorische amfibieën (in de traditionele zin van het woord). Tegen de tijd dat de vroegst bekende Nectridea in het fossielenbestand van het Laat-Carboon verschenen, waren ze al gediversifieerd in deze families, wat aangeeft dat basale Nectridea onbekend zijn. Deze verschillende families zijn voornamelijk verenigd door kenmerken van de wervelkolom in plaats van de schedel.

### Wervels
In veel groepen vroege tetrapoden wordt elke wervel gevormd door drie delen: een intercentrum aan de voorkant, een pleurocentrum aan de achterkant en een plaatachtige neurale ruggengraat die uit de bovenkant van de wervels steekt en tussen de twee of gefuseerd met het pleurocentrum. Bij Nectridea zijn alleen de pleurocentra aanwezig en de doornuitsteeksels zijn er volledig mee versmolten. Hun wervels hebben ook een extra set gewrichten die de wervels (apophysen) verbinden, net boven de typische set (zygapophysen). Bovendien hebben hun staartwervels ook hemaele stekels die uit de onderkant van elke wervel steken. Terwijl de meeste vroege tetrapoden schuine hemaele stekels hebben die tussen de wervels zijn geplaatst, zijn de hemaele stekels van Nectridea volledig verticaal georiënteerd en versmolten met de pleurocentra, direct tegenover de doornuitsteeksels. Zowel de doornuitsteeksels als de hemaele stekels van de staart zijn typisch waaiervormig. Over het algemeen hebben Nectridea vrij korte lichamen en lange en peddelachtige staarten, ontworpen om te zwemmen.

### Andere mogelijkheden
Bijna alle vroege tetrapoden hebben drie coronoïde botten langs de binnenrand van elke kant van de kaak. Nectridea hebben er echter maar één. Hun claviculaire bladen (schoudergordels) zijn breed en hebben een korte achterverlenging, terwijl de scapulocoracoïden (schouderbladen) zwak verbeend zijn.
Ze hadden ook goed ontwikkelde achterpoten, met elk een volledige set van vijf tenen. Hun voorpoten waren enigszins verkleind, maar niet in dezelfde mate als bij microsauriërs en andere lepospondylen. Hoewel Urocordylus vijf vingers behield, hadden de meeste Nectridea er slechts vier, vergelijkbaar met moderne amfibieën.

## Paleobiologie
Zowel diplocauliden als urocordyliden worden als volledig in het water levende dieren beschouwd, hoewel alleen diplocauliden zijlijnkanalen op hun schedels hebben. Dit betekent echter niet dat urocordyliden geen zijlijnen hadden, aangezien verschillende moderne amfibieën dat orgaan bezitten zonder enige skeletindicatie. Scincosauriden hebben veel meer verbeende ledematen en dunnere staarten dan andere Nectridea, en worden meestal als landbewonend beschouwd. Van sommigen is echter gemeld dat ze lijnen van putten op de schedel hebben, wat een indicatie kan zijn dat ze eerder amfibisch dan puur terrestrisch waren.
Een sporenfossiel bekend als Hermundurichnus fornicatus van een tetrapode die op een meerbodem rust, kan zijn toegeschreven aan Diplocaulus of een soortgelijk dier. Dit spoor geeft aan dat de onderkant van Nectridea bedekt was met kleine, ruitvormige schubben en dat de 'hoorns' van de schedel door huidflappen met het lichaam waren verbonden.

## Classificatie
Er is enige controverse geweest over de precieze classificatie van Nectridea in de afgelopen eeuw, en zelfs of het een geldige monofyletische clade vormt. Een paar oudere studies beschouwen Nectridea als zeer basale tetrapoden, verwant aan Ichthyostega of colosteïden. In de meeste onderzoeken worden nectariden echter over het algemeen in de onderklasse Lepospondyli geplaatst. Aistopoda, een groep pootloze lepospondylen, is vaak verbonden geweest met bepaalde families van Nectridea, maar niet met de orde als geheel. Anderson (2001) positioneerde bijvoorbeeld diplocauliden als naaste verwanten van Aistopoden met urocordyliden en scincosauriden als steeds basalere leden van de groep. Aan de andere kant beweerden Ruta et al. (2003) dat urocordyliden dichter bij aistopoden stonden. Omdat aistopoden niet de meeste nectridische kenmerken hebben, zijn ze traditioneel uitgesloten van de groep. Dit zou Nectridea echter tot een ongeldige parafyletische groep maken, aangezien de aistopoden, die mogelijk afstammen van Nectridea, zelf niet als Nectridea worden beschouwd.

Het volgende is een cladogram van de Ruta et al. (2003):
|  | Batropetes fritschi |
|  |                     |
|  | Tuditanomorpha      |
|  |                     |

|  | Microbrachis pelikani                                                                  |
|  |                                                                                        |
|  | \| \| Hyloplesion longicostatum \| \| \| \| \| \| Odonterpeton triangulare \| \| \| \| |
|  |                                                                                        |
|  | Hyloplesion longicostatum                                                              |
|  |                                                                                        |
|  | Odonterpeton triangulare                                                               |
|  |                                                                                        |

|  | Hyloplesion longicostatum |
|  |                           |
|  | Odonterpeton triangulare  |
|  |                           |

|  | Scincosauridae |
|  |                |
|  | Diplocaulidae  |
|  |                |

|  | Urocordylidae |
|  |               |
|  | Aistopoda     |
|  |               |

|  | Scincosauridae |
|  |                |
|  | Diplocaulidae  |
|  |                |

|  | Urocordylidae |
|  |               |
|  | Aistopoda     |
|  |               |

|  | Scincosauridae |
|  |                |
|  | Diplocaulidae  |
|  |                |

|  | Urocordylidae |
|  |               |
|  | Aistopoda     |
|  |               |

|  | Scincosauridae |
|  |                |
|  | Diplocaulidae  |
|  |                |

|  | Urocordylidae |
|  |               |
|  | Aistopoda     |
|  |               |

|  | Scincosauridae |
|  |                |
|  | Diplocaulidae  |
|  |                |

|  | Urocordylidae |
|  |               |
|  | Aistopoda     |
|  |               |

|  | Scincosauridae |
|  |                |
|  | Diplocaulidae  |
|  |                |

|  | Urocordylidae |
|  |               |
|  | Aistopoda     |
|  |               |

|  | Scincosauridae |
|  |                |
|  | Diplocaulidae  |
|  |                |

|  | Urocordylidae |
|  |               |
|  | Aistopoda     |
|  |               |

|  | Scincosauridae |
|  |                |
|  | Diplocaulidae  |
|  |                |

|  | Urocordylidae |
|  |               |
|  | Aistopoda     |
|  |               |

|  | Microbrachis pelikani                                                                  |
|  |                                                                                        |
|  | \| \| Hyloplesion longicostatum \| \| \| \| \| \| Odonterpeton triangulare \| \| \| \| |
|  |                                                                                        |
|  | Hyloplesion longicostatum                                                              |
|  |                                                                                        |
|  | Odonterpeton triangulare                                                               |
|  |                                                                                        |

|  | Hyloplesion longicostatum |
|  |                           |
|  | Odonterpeton triangulare  |
|  |                           |

|  | Scincosauridae |
|  |                |
|  | Diplocaulidae  |
|  |                |

|  | Urocordylidae |
|  |               |
|  | Aistopoda     |
|  |               |

|  | Scincosauridae |
|  |                |
|  | Diplocaulidae  |
|  |                |

|  | Urocordylidae |
|  |               |
|  | Aistopoda     |
|  |               |

|  | Scincosauridae |
|  |                |
|  | Diplocaulidae  |
|  |                |

|  | Urocordylidae |
|  |               |
|  | Aistopoda     |
|  |               |

|  | Scincosauridae |
|  |                |
|  | Diplocaulidae  |
|  |                |

|  | Urocordylidae |
|  |               |
|  | Aistopoda     |
|  |               |

|  | Scincosauridae |
|  |                |
|  | Diplocaulidae  |
|  |                |

|  | Urocordylidae |
|  |               |
|  | Aistopoda     |
|  |               |

|  | Scincosauridae |
|  |                |
|  | Diplocaulidae  |
|  |                |

|  | Urocordylidae |
|  |               |
|  | Aistopoda     |
|  |               |

|  | Scincosauridae |
|  |                |
|  | Diplocaulidae  |
|  |                |

|  | Urocordylidae |
|  |               |
|  | Aistopoda     |
|  |               |

|  | Scincosauridae |
|  |                |
|  | Diplocaulidae  |
|  |                |

|  | Urocordylidae |
|  |               |
|  | Aistopoda     |
|  |               |

|  | Batropetes fritschi |
|  |                     |
|  | Tuditanomorpha      |
|  |                     |

|  | Microbrachis pelikani                                                                  |
|  |                                                                                        |
|  | \| \| Hyloplesion longicostatum \| \| \| \| \| \| Odonterpeton triangulare \| \| \| \| |
|  |                                                                                        |
|  | Hyloplesion longicostatum                                                              |
|  |                                                                                        |
|  | Odonterpeton triangulare                                                               |
|  |                                                                                        |

|  | Hyloplesion longicostatum |
|  |                           |
|  | Odonterpeton triangulare  |
|  |                           |

|  | Scincosauridae |
|  |                |
|  | Diplocaulidae  |
|  |                |

|  | Urocordylidae |
|  |               |
|  | Aistopoda     |
|  |               |

|  | Scincosauridae |
|  |                |
|  | Diplocaulidae  |
|  |                |

|  | Urocordylidae |
|  |               |
|  | Aistopoda     |
|  |               |

|  | Scincosauridae |
|  |                |
|  | Diplocaulidae  |
|  |                |

|  | Urocordylidae |
|  |               |
|  | Aistopoda     |
|  |               |

|  | Scincosauridae |
|  |                |
|  | Diplocaulidae  |
|  |                |

|  | Urocordylidae |
|  |               |
|  | Aistopoda     |
|  |               |

|  | Scincosauridae |
|  |                |
|  | Diplocaulidae  |
|  |                |

|  | Urocordylidae |
|  |               |
|  | Aistopoda     |
|  |               |

|  | Scincosauridae |
|  |                |
|  | Diplocaulidae  |
|  |                |

|  | Urocordylidae |
|  |               |
|  | Aistopoda     |
|  |               |

|  | Scincosauridae |
|  |                |
|  | Diplocaulidae  |
|  |                |

|  | Urocordylidae |
|  |               |
|  | Aistopoda     |
|  |               |

|  | Scincosauridae |
|  |                |
|  | Diplocaulidae  |
|  |                |

|  | Urocordylidae |
|  |               |
|  | Aistopoda     |
|  |               |

|  | Microbrachis pelikani                                                                  |
|  |                                                                                        |
|  | \| \| Hyloplesion longicostatum \| \| \| \| \| \| Odonterpeton triangulare \| \| \| \| |
|  |                                                                                        |
|  | Hyloplesion longicostatum                                                              |
|  |                                                                                        |
|  | Odonterpeton triangulare                                                               |
|  |                                                                                        |

|  | Hyloplesion longicostatum |
|  |                           |
|  | Odonterpeton triangulare  |
|  |                           |

|  | Scincosauridae |
|  |                |
|  | Diplocaulidae  |
|  |                |

|  | Urocordylidae |
|  |               |
|  | Aistopoda     |
|  |               |

|  | Scincosauridae |
|  |                |
|  | Diplocaulidae  |
|  |                |

|  | Urocordylidae |
|  |               |
|  | Aistopoda     |
|  |               |

|  | Scincosauridae |
|  |                |
|  | Diplocaulidae  |
|  |                |

|  | Urocordylidae |
|  |               |
|  | Aistopoda     |
|  |               |

|  | Scincosauridae |
|  |                |
|  | Diplocaulidae  |
|  |                |

|  | Urocordylidae |
|  |               |
|  | Aistopoda     |
|  |               |

|  | Scincosauridae |
|  |                |
|  | Diplocaulidae  |
|  |                |

|  | Urocordylidae |
|  |               |
|  | Aistopoda     |
|  |               |

|  | Scincosauridae |
|  |                |
|  | Diplocaulidae  |
|  |                |

|  | Urocordylidae |
|  |               |
|  | Aistopoda     |
|  |               |

|  | Scincosauridae |
|  |                |
|  | Diplocaulidae  |
|  |                |

|  | Urocordylidae |
|  |               |
|  | Aistopoda     |
|  |               |

|  | Scincosauridae |
|  |                |
|  | Diplocaulidae  |
|  |                |

|  | Urocordylidae |
|  |               |
|  | Aistopoda     |
|  |               |